# Hyptia rufipectus
Hyptia rufipectus är en stekelart som beskrevs av Herman Dewitz 1881. Hyptia rufipectus ingår i släktet Hyptia och familjen hungersteklar. Inga underarter finns listade i Catalogue of Life.